# Sergei Alexandrowitsch Martinson
Sergei Alexandrowitsch Martinson (russisch Сергей Александрович Мартинсон; * 25. Januarjul. / 6. Februar 1899greg. in St. Petersburg; † 2. September 1984 in Moskau) war ein sowjetischer Schauspieler, der insbesondere für seine Darstellung humoristischer und grotesker Charaktere bekannt war.

## Leben und Leistungen

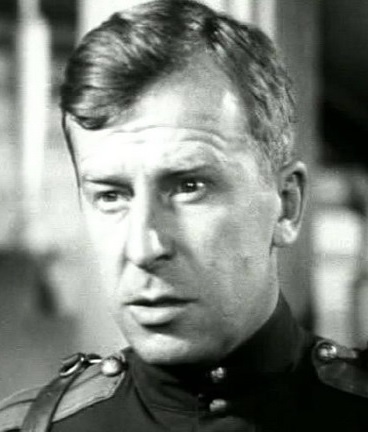
Sergei Martinson in Drusja is tabora (1938)

Martinson entstammte väterlicherseits einer schwedischen Familie. Er besuchte 1923 das Staatliche Technologische Institut im damaligen Petrograd, wechselte aber im darauf folgenden Jahr an das Theater der Revolution und war dort die nächsten 17 Jahre tätig. Zwischen 1925 und 1938 nahm Martinson mit Unterbrechungen Engagements am Wsewolod-Meyerhold-Theater und von 1933 bis 1936 im Theater Music Hall in Sankt Petersburg an. Obwohl schon in den 1920er Jahren in Filmen zu sehen, war er erst nach dem Zweiten Weltkrieg regelmäßig als Filmschauspieler aktiv.
Martinsons Filmografie umfasst insgesamt 135 Werke. Neben Rollen in politischen Filmen und Literaturadaptionen war er in zahlreichen Märchenfilmen zu sehen, bevorzugt unter der Regie von Alexander Lukitsch Ptuschko. Viele seiner Figuren waren humoristisch geprägt, außerdem verarbeitete er auch Elemente der Pantomime. Sein wohl weitreichendstes Engagement hatte Martinson für den Film Боевой киносборник №7 (Bojewoi kinosbornik №7) aus dem Jahr 1941, in dem er als erster Adolf Hitler in einem sowjetischen Film darstellte. Für diese Rolle wurde Martinson in Deutschland auf die Schwarze Liste gesetzt und war für den Fall, dass die Invasionstruppen seiner habhaft werden, sofort hinzurichten. Hitler verkörperte er danach noch zwei weitere Male.
1950 wurde Martinson der Titel Verdienter Künstler der RSFSR verliehen, 1964 folgte die Ernennung zum Volkskünstler der RSFSR. Er starb 85-jährig in Moskau und wurde auf dem Kunzewoer Friedhof beigesetzt.

## Filmografie (Auswahl)
- 1924: Die Abenteuer eines Oktoberkindes (Poroschdenija Oktjabriny)
- 1933: Der Deserteur (Desertir)
- 1934: Der Aufstand der Fischer (Wosstanije rybakow)
- 1939: Das goldene Schlüsselchen (Solotoi kljutschik)
- 1941: Anton Iwanowitsch ärgert sich (Anton Iwanowitsch serditsja)
- 1941: Das Zauberkorn (Wolschebnoje serno)
- 1947: Heldentaten eines Kundschafters (Podwik raswedtschika)
- 1948: Der dritte Schlag (Tretij udar)
- 1951: Das unvergeßliche Jahr 1919 (Nesabywajemy 1919 god)
- 1953: Sadkos Abenteuer (Sadko)
- 1953: Schiffe stürmen Bastionen (Korawli schtyrmujut bastiony)
- 1956: Der Kampf um das goldene Tor (Ilja Muromez)
- 1957: Die Schneekönigin (Sneschnaja korolewa) (Stimme)
- 1958: Der Idiot (Idiot)
- 1961: Das purpurrote Segel (Alye parusa)
- 1962: Die Nacht vor Weihnachten (Wetschera na chutore blis Dikanki)
- 1962: Die wilden Schwäne (Dikije lebedi) (Stimme)
- 1963: Im Königreich der Zauberspiegel (Korolewstwo kriwych serkal)
- 1964: Das Märchen von der verlorenen Zeit (Skaska o poterjannom wremenu)
- 1964: Fahrradbändiger (Jalgrattataltsutajad)
- 1966: Onkelchens Traum
- 1967: Das Märchen vom Zaren Saltan (Skaska o zare Saltane)
- 1969–73: Das Dschungelbuch – Die Abenteuer des Mowgli (Maugli) (Stimme)
- 1972: Ruslan und Ljudmila (Ruslan i Ljudmila)
- 1974: Städte und Jahre (Goroda i gody)
- 1978: Durch den wilden Westen (Wooruschjon i otschen opasen)
- 1979: Jaroslawna, Königin von Frankreich (Jaroslawna, korolewa Franzi)
- 1981: Der Hund der Baskervilles (Prikljutschenija Scherloka Cholmsa i doktora Watsona: Sobaka Baskerwilej)